# Glaucopsyche argali
Glaucopsyche argali är en fjärilsart som beskrevs av Henry John Elwes 1899. Glaucopsyche argali ingår i släktet Glaucopsyche och familjen juvelvingar. Inga underarter finns listade i Catalogue of Life.